# Medina basalis
Medina basalis là một loài ruồi trong họ Tachinidae.